# Росбах (Верхняя Австрия)
Росбах (нем. Roßbach (Oberösterreich)) — коммуна (нем. Gemeinde) в Австрии, в федеральной земле Верхняя Австрия.
Входит в состав округа Браунау-на-Инне.  Население составляет 955 человек (на 31 декабря 2005 года). Занимает площадь 15 км². Официальный код  —  40434.

## Политическая ситуация
Бургомистр коммуны — Йозеф Хартвагнер (АНП) по результатам выборов 2003 года.
Совет представителей коммуны (нем. Gemeinderat) состоит из 13 мест.
- АНП занимает 7 мест.
- СДПА занимает 5 мест.
- АПС занимает 1 место.